# 조오섭
조오섭(曺五燮, 1968년 7월 19일~)은 대한민국의 정치인이다. 2024년 6월 7일 국회의장비서실장에 임명되었다. 제21대 국회의원(2020. 5.~2024. 5.), 제6·7대 광주광역시의회 의원(2010. 7.~2018. 6.)을 지냈다.
2010년 제5회 전국동시지방선거에서 광주광역시의원(광주 북구 제2선거구)에 당선되었으며, 2014년 제6회 전국동시지방선거에서 같은 지역구에서 재선되었다.
2020년 제21대 총선에서 광주광역시 북구 갑에 더불어민주당 후보자로 출마하여 득표 수 59,011표 57.79%의 득표율로 당선되었다. 2020년 5월 30일부터 2024년 5월 29일까지 제21대 국회의원을 지냈다.
2024년 6월 7일 국회의장비서실장에 임명되었으며, 우원식 국회의장으로부터 임명장을 받았다.

## 학력
- 담양삼산국민학교 졸업
- 담양한재중학교 졸업
- 광주동신고등학교 졸업
- 전남대학교 사회과학대학 신문방송학 학사

## 경력
- 광주교도소 교정자문위원
- 나무심는 사람들 운영위원
- 관현장학재단 이사
- 2008. 1.~2009. 12. 전남대학교 총학생회 동지회 회장
- 2008~2010: 민주당 광주광역시당 북구 갑 지역위원회 상무위원
- 2008~2010: 민주당 부대변인
- 2010년 6월 2일: 제6회 전국동시지방선거 당선(민선 5기, 광주 북구 제2선거구, 민주당, 초선)
- 2010. 7.~2014. 6. 제6대 광주광역시의회 의원(민선 5기, 광주 북구 제2선거구, 민주당→민주통합당→민주당→새정치민주연합, 초선)
  - 2010. 7.~2012. 6. 제6대 광주광역시의회 전반기 운영위원회 간사
  - 2010. 7.~2012. 6. 제6대 광주광역시의회 전반기 산업건설위원회 위원
  - 2010. 9.~2011. 8. 제6대 광주광역시의회 4대강사업특별위원회 위원장
  - 2012. 7.~2014. 6. 제6대 광주광역시의회 후반기 운영위원회 위원장
- 2012. 3.~2014. 12. 광주트라우마센터 운영위원
- 2013. 1.~2013. 12. 한국입양홍보회 이사
- 2013. 1.~2014. 1. 광주동신고등학교 총동창회 이사
- 2013. 9.~2014. 6. 전국시도의회 운영위원장협의회 부회장
- 2014년 6월 4일: 제6회 전국동시지방선거 당선(민선 6기, 광주 북구 제2선거구, 새정치민주연합, 재선)
- 2014. 7.~2018. 3. 제7대 광주광역시의회 의원(민선 6기, 광주 북구 제2선거구, 새정치민주연합→더불어민주당, 재선)
  - 2017. 2.~2018. 3. 제7대 광주광역시의회 청년발전특별위원회 위원장
- 2016. 6.~2017. 5. 더불어민주당 참좋은지방정부위원회 정책기획위원
- 2017. 4.~2017. 5. 제19대 대통령 선거 더불어민주당 문재인 대통령 후보 광주광역시당 전략기힉본부 본부장
- 2017. 9.~2018. 3. 제7대 광주광역시의회 더불어민주당 원내대표
- 2017. 9.~2017. 12. 더불어민주당 광주광역시당 정치학교 운영위원장
- 2018. 3.~2018. 4. 제7회 전국동시지방선거 광주광역시 북구청장 더불어민주당 예비후보
- 2018. 12.~2019. 12. 대통령직속 국가균형발전위원회 소통기획관, 대변인
- 2020. 1.~2020. 4. 더불어민주당 이인영 원내대표 정무특보
- 2020. 3.~2020. 4. 더불어민주당 부대변인
- 2020년 4월 15일: 대한민국 제21대 국회의원 선거 당선(광주 북구 갑, 더불어민주당, 초선)[4][5]
- 2020. 5. 지역균형발전 및 지역관광 활성화 포럼 집행위원장
- 2020. 5. 더좋은미래 운영위원
- 2020. 5.~2022. 11. 민평련 집행위원장
- 2020. 5.~2024. 5. 더불어민주당 광주광역시당 북구 갑 지역위원회 위원장
- 2020. 9.~2021. 5. 더불어민주당 정책위원회 상임부의장
- 2021. 6. 자치와 균형 운영위원
- 2021. 9. 더불어민주당 국가균형발전특별위원회 간사
- 2021. 11.~2022. 3. 더불어민주당 원내대변인
- 2022. 2.~2022. 3. 제20대 대통령 선거 더불어민주당 이재명 대통령 후보 대한민국대전환 선거대책위원회 정무특보단 하이블루청소년위원회 정책고문
- 2022. 10.~2024. 6. 더불어민주당 정책위원회 상임부의장
- 2022. 3.~2022. 8. 더불어민주당 대변인
- 2024. 6. 7.~ 국회의장비서실장(차관급)[3]

### 의정 활동
- 2020. 5. 30.~2024. 5. 29. 제21대 국회의원(광주 북구 갑, 더불어민주당, 초선)[2]
  - 2020. 6.~2022. 5. 제21대 국회 전반기 국토교통위원회 위원
  - 2021. 7.~2022. 5. 제21대 국회 전반기 예산결산특별위원회 위원
  - 2022. 7.~2024. 5. 제21대 국회 후반기 국토교통위원회 위원

## 역대 선거 결과
|  | 62.28% |

|  | 69.02% |

|  | 57.79% |

## 소속 정당
| 소속 정당 | 소속 정당      | 소속 기간 | 비고      |
| --------- | -------------- | --------- | --------- |
|           | 민주당         | 2010~2011 | 정계 입문 |
|           | 민주통합당     | 2011~2013 | 합당      |
|           | 민주당         | 2013~2014 | 당명 변경 |
|           | 새정치민주연합 | 2014~2015 | 합당      |
|           | 더불어민주당   | 2015~2024 | 당명 변경 |
|           | 무소속         | 2024~현재 | 탈당      |

## 가족 관계
- 어머니: 차양자(~2022년 1월 3일)
- 형제동생: 조복환, 조선동

## 같이 보기
- 북구 갑 (광주)
- 광주 북구의 국회의원
- 대한민국의 국회의장비서실장